# Mouddour Zakara
Mouddour Zakara (* 1912 in Imanan; † 10. Mai 1976 in Niamey; auch Moudour Zakara) war ein nigrischer Politiker.

## Leben
Mouddour Zakara gehörte der Volksgruppe der Tuareg an. Er besuchte in Niamey die Grundschule und machte eine Ausbildung in Verwaltung, Finanzen und Buchhaltung. Er arbeitete anschließend ab 1932 in Niamey und ab 1938 in Tahoua als einfacher Angestellter in der staatlichen Finanzverwaltung. Von 1940 bis 1947 war er als Tamascheq-Übersetzer für die Kolonialverwaltung in Tahoua tätig.
1952 wurde Mouddour Zakara zum Kantonschef von Imanan ernannt, das vor allem von sesshaften Tuareg bewohnt wurde. Dieses Amt übte er neben seinen anderen politischen Tätigkeiten bis 1974 aus. Mouddour Zakara war außerdem Amenokal der Ouilliminden Kel Dinnik. Er partizipierte so an aus der vorkolonialen Zeit stammenden Herrschaftsformen, an deren Traditionen wie der Cure Salée er in führender Rolle teilnahm. Bei den Parlamentswahlen von 1957 gewann er im Kreis Tahoua die Wahl in die nigrische Territorialversammlung. Dabei trat er für die antifranzösische Partei Sawaba von Djibo Bakary an. Danach wechselte er die Seiten und schloss sich der profranzösischen Nigrischen Fortschrittspartei (PPN-RDA) von Djibo Bakarys Konkurrenten Hamani Diori an. Beim Verfassungsreferendum von 1958 war Mouddour Zakara neben Boubacar Diallo und Samna Maïzoumbou einer der traditionellen Lokalherrscher, die sich am engagiertesten für einen Verbleibs Nigers bei Frankreich einsetzten. Bei den Parlamentswahlen von 1958 wurde er für den PPN-RDA erneut Abgeordneter.
Ab 20. Dezember 1958 gehörte Mouddour Zakara der Regierung von Hamani Diori an, die dieser als Regierungschef gebildet hatte. Mouddour Zakara war zunächst zwei Wochen lang Minister für den öffentlichen Dienst und wechselte dann als Staatssekretär zu Yansambou Maïga Diamballa ins Innenministerium. Am 31. Dezember 1960, im nun unabhängigen Niger, wurde Mouddour Zakara zum Minister für Angelegenheiten der Sahara und der Nomaden bestimmt. Dieses Ministerium hatte seinen offiziellen Sitz nicht in der Hauptstadt Niamey, sondern in der Wüstenstadt Agadez. Tatsächlich agierte der Minister aber weiterhin von Niamey aus und verschaffte der Tuareg-Elite im Azawad materielle Vergünstigungen. Vom 15. Juni 1963 bis zum 15. Januar 1970 war er zusätzlich Post- und Telekommunikationsminister und ab 15. Januar 1970 zusätzlich Finanzminister.
Am 15. April 1974 putschte Seyni Kountché gegen Hamani Diori. Mouddour Zakara wurde verhaftet, wie die meisten Minister unter Hamani Diori, und in der Garnison von N’Guigmi interniert. Er wurde wegen der Veruntreuung von 55 Millionen CFA-Franc und der Steuerhinterziehung von 19 Millionen CFA-Franc verurteilt. Mouddour Zakara starb zwei Jahre später nach einem chirurgischen Eingriff in einem Krankenhaus in Niamey.

## Ehrungen
- Ritter der Ehrenlegion
- Schwarzer Stern von Benin
- Offizier des Sahara-Verdienstordens[1]
- Orden des brillanten Sterns 2. Klasse (Republik China)[5]
- 2021: Benennung der Verkehrsfläche rue Mouddour Zakara in Niamey-Nouveau Marché[6]